# Musique de la Marine nationale
La Musique de la Marine nationale, anciennement Musique des équipages de la flotte, est l'orchestre d'harmonie de musique militaire de la Marine nationale française, basé à Toulon.

## Histoire

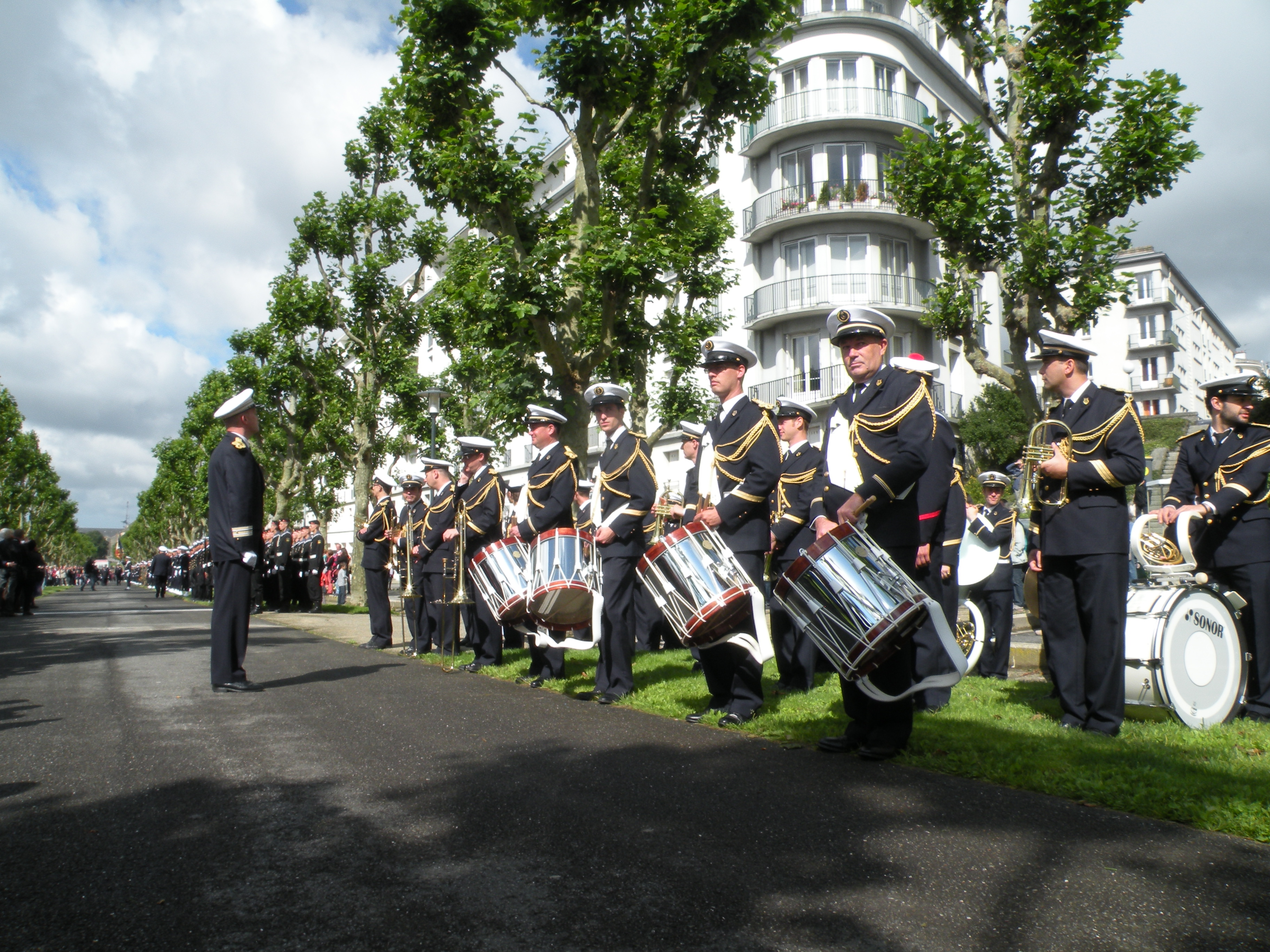
La Musique des équipages de la flotte de Brest en 2012.

La présence de musiciens sur des bâtiments de marine en France est attestée depuis l'Ancien Régime. En 1671 par exemple, Abraham Duquesne se plaint dans une lettre adressée à Colbert de la tentative de débauchage d'un de ses trompettes par Victor Marie d'Estrées. 
Avant la Révolution française, les vaisseaux amiraux possèdent une musique constituée de fifres et de tambours qui participent aux cérémonies des couleurs et aux réceptions des personnalités, auxquels peuvent s'adjoindre des musiciens supplémentaires gagistes. 
Le 13 juillet 1827 sont créées par décret deux musiques officielles de la flotte, l'une à Brest et l'autre à Toulon, chacune composée de 27 musiciens.
En 1851, un nouveau décret consacre la primauté de ces deux formations et porte les effectifs à 30 musiciens sédentaires et 40 musiciens mobiles (i.e. qui peuvent embarquer), puis, en 1885, la norme passe à 87 exécutants répartis en 42 sédentaires et 45 mobiles. Par décret du 30 avril 1897, les orchestres prennent le nom de « Musiques des dépôts des équipages de la flotte ». En 1906, la partie mobile des musiques est réduite à 20 musiciens, l'effectif total de chaque unité passant ainsi à 62 musiciens. Côté encadrement, chaque formation comprend un chef de musique, officier, et un sous-chef de musique, officier marinier. 
En 1940, la musique des équipages de la flotte se replie à Casablanca, puis en zone libre, et devient la musique de l'Amirauté française à Vichy. En 1943, les musiciens sont placés en congé d'armistice. En 1945, à la suite de la Libération, la Marine nationale réorganise ses deux formations, l'une revenant à Toulon, placée sous la direction du chef de musique Semler-Collery, l'autre s'établissant à Paris, placée sous la direction du chef de musique Guilbert.
En 1948, Jules Semler-Collery quitte la musique des équipages de la flotte de Toulon pour prendre la direction de celle de Paris. Lui succèderont à Toulon le chef de musique principale Jean Maillot, le chef de musique principale Julien Janssen et le chef de musique hors classe Ballada, notamment.
Le 10 mai 1958, un arrêté du secrétaire d'État à la Marine Alain Poher entérine le transfert à compter du 1er octobre de la musique des équipages de la flotte de Paris à Brest. 
Parmi les compositeurs et chefs d'orchestre de renommée de la formation brestoise qui se sont succédé se distinguent Léon Chic, Léon Karren, Joseph Farigoul et Jules Semler-Collery.

## AuXXIesiècle
Depuis la dissolution de la Musique des équipages de la flotte de Brest en 2013, la Musique des équipages de la flotte ne constitue plus qu'un seul orchestre, basé à Toulon. 
La formation est aujourd'hui composée de 76 musiciens et a pour mission de « contribuer au rayonnement culturel de la Marine nationale au travers de nombreux concerts tout en assurant sa mission dévolue au cérémonial militaire »,.
En 2023, la Musique des équipages de la flotte change d'appellation et devient la Musique de la Marine nationale.